# コンカラー級戦列艦
コンカラー級戦列艦（Conqueror-class ships of the line）は、イギリス海軍のスクリュー推進101門1等戦列艦。

## 設計
コンカラー級戦列艦は、1852年に2層・101門の1等戦列艦として設計されたが、当時は建造中の帆走戦列艦の多くがスクリュー推進を併用するように改造された時期であった。コンカラー級の2隻も、コンカラー（HMS Conqueror）及びドネガル（HMS Donegal）もスクリュー推進として完成した。 

## 艦歴
両艦ともに海峡艦隊に配属され、後にはクリミア戦争に参加している。また1861年のフランスのメキシコ出兵の際には、兵士の輸送に協力した。その途中、コンカラーはバハマ諸島のラム・ケイ（Rum Cay）で難破した。機械類や搭載砲の多くは引き揚げられた。1860年代に入って、ウォーリアのような装甲艦が就役し始めると、それまでの戦列艦は時代遅れとなった。ドネガルは監視艦として現役を続け、その際南北戦争の最後の投降兵を保護している。1886年に廃艦となり、ヴァーノン（Vernon）と改名され魚雷学校の一部として使われた。1923年には施設が陸上に移り、1925年にドネガルは解体された。

## 同型艦
- コンカラー（HMS Conqueror）

造船所：デヴォンポート海軍工廠
発注：1852年11月16日
起工：1853年7月25日
進水：1855年5月2日
竣工：1856年4月9日
その後：1861年12月13日、ラム・ケイで座礁
- ドネガル（HMS Donegal）

造船所：デヴォンポート海軍工廠
発注：1854年12月27日
起工：1855年9月27日
進水：1858年9月22日
竣工：1859年8月27日
その後：1886年1月14日、ヴァーモンと改名。1925年5月18日、解体のため売却

## 参考資料
- Colledge, J. J.; Warlow, Ben (2006) [1969]. Ships of the Royal Navy: The Complete Record of all Fighting Ships of the Royal Navy (Rev. ed.). London: Chatham Publishing. ISBN 978-1-86176-281-8. OCLC 67375475。
- Lyon, David and Winfield, Rif, The Sail and Steam Navy List, All the Ships of the Royal Navy 1815-1889, pub Chatham, 2004, ISBN 1-86176-032-9
- Loney, William. “mid-Victorian RN vessels - Donegal”. 2012年3月17日閲覧。